# Associazione Calcio Trento 1979-1980
Questa voce raccoglie le informazioni riguardanti l'Associazione Calcio Trento nelle competizioni ufficiali della stagione 1979-1980.

## Rosa
| N. |                   | Ruolo | Calciatore              |
| -- | ----------------- | ----- | ----------------------- |
|    | Italia (bandiera) | C     | Tullio Andreatta        |
|    | Italia (bandiera) | A     | Franco Andretta         |
|    | Italia (bandiera) | C     | Marzio Bertocchi        |
|    | Italia (bandiera) | A     | Giancarlo Bonella       |
|    | Italia (bandiera) | D     | Claudio Cianchetti      |
|    | Italia (bandiera) | D     | Walter Dal Dosso        |
|    | Italia (bandiera) | D     | Mauro Joriatti          |
|    | Italia (bandiera) |       | Labonia                 |
|    | Italia (bandiera) | A     | Pier Giorgio Lutterotti |

| N. |                   | Ruolo | Calciatore           |
| -- | ----------------- | ----- | -------------------- |
|    | Italia (bandiera) | P     | Günther Maier        |
|    | Italia (bandiera) | P     | Giuliano Manfredi    |
|    | Italia (bandiera) | A     | Maurizio Marchei     |
|    | Italia (bandiera) | D     | Sauro Marinelli      |
|    | Italia (bandiera) | D     | Rosario Parlato      |
|    | Italia (bandiera) | C     | Giampaolo Pellegrini |
|    | Italia (bandiera) | A     | Fabrizio Prati       |
|    | Italia (bandiera) | C     | Fabio Sala           |
|    | Italia (bandiera) | A     | Giorgio Telch        |